# Ovelha (cantor)
Ademir Rodrigues de Araújo, mais conhecido como Ovelha (Olinda, 14 de abril de 1955), é um cantor, músico, instrumentista musical e compositor brasileiro. Ao longo de mais de 40 anos de carreira, Ovelha gravou 25 discos, e vendeu mais de 5 milhões de cópias no Brasil e em outros países.

## Biografia
Ovelha, Ademir Rodrigues de Araújo nasceu em Olinda, Pernambuco, no dia 14 de abril de 1955, mas passou a infância em Recife, a capital do estado. Passou a adolescência em Caruaru, capital do agreste pernambucano, onde começou sua trajetória musical a partir de 1973, quando foi descoberto por Luiz Gonzaga, o rei do baião, depois de participar de um show de calouros que ele apresentava no centro da cidade. Acompanhava Luiz Gonzaga nessa empreitada a bandinha do "Camarão" que, após ver a performance de Ovelha no palco, o contratou. Depois disso Ovelha não parou mais e passou por diversas bandas locais, sempre cantando como crooner até conhecer o apresentador Chacrinha, também conhecido como 'O Velho Guerreiro', em 1977. 
Chacrinha passava pelo Recife com sua "Discoteca", que incluía um show de calouros e Ademir se inscreveu para participar vencendo todos os concorrentes local. Foi nessa época que Chacrinha lhe atribuiu o apelido de Ovelha, devido sua pele ser branquinha e seus cabelos loiros e ondulados lembrarem a lã do animal. Depois disso Ovelha foi para São Paulo participar da final do show de calouros e ganhou em primeiro lugar. Mas essa vitória não lhe rendeu nenhum contrato com gravadoras, apenas um prêmio em dinheiro. Ovelha gostou de São Paulo, viu que tinha futuro na cidade e não voltou mais para Recife. Ovelha integrava uma banda de forró chamada Trio Mandacaru quando soube que o apresentador Raul Gil abrira inscrições para o seu show de calouros, que na época passava na Rede Tupi de Televisão, e se inscreveu. Ficou em terceiro lugar e como prêmio ganhou um contrato com a Discos Copacabana. 
Gravou seu primeiro disco, um compacto simples com as músicas "Eu Vou Fazer a Sua Cabeça" e "Ao Som do Rock and Roll" em 1980, que não chegou a fazer sucesso; empregou-se como cantor numa casa de show na zona leste de São Paulo e em 1981, gravou seu segundo disco, um compacto duplo, ainda pela Discos Copacabana com as músicas "Pinta, Borda e Rola" e "Te Amo, Que Mais Posso Dizer?", esta última, a versão em português para a canção de Bobby Vee "More Than I Can Say", que ficou quatro anos nas paradas de sucesso, se tornou o seu grande hit, contando ainda com "Sem Você Não Viverei".
Ao longo de sua carreira, Ovelha gravou 18 discos, que somaram mais de cinco milhões de cópias vendidas, inclusive em outros países. Ganhou vários discos de ouro e de platina e muitos troféus. Sempre esteve presente em programas das mais diversas emissoras de rádio e televisão de todo o Brasil e foi alvo de muitas reportagens publicadas em revistas e jornais. Seu mais recente álbum chama-se Ovelha na Mira do Rock.  
Em 2015, Ovelha fez parte do elenco da 8ª temporada do reality show A Fazenda, sendo o 4º eliminado da atração perdendo a roça com 47,85% contra a dançarina Carla Prata. 
Em 2025 foi um dos 100 participantes do Game dos 100.

## Discografia
Discos Copacabana:
- 1980 - Eu Vou Fazer a Sua Cabeça - (compacto simples)
- 1981 - Pinta, Borda e Rola - (compacto duplo)
- 1982 - Outra Vez - (compacto simples)
- 1983 - Cuidado Cantor, Para não Falar Palavra Errada - (compacto simples)
- 1984 - Só Me Falta Ficar Nu - (LP)
- 1985 - Eu Choro e não Vejo - (LP)
- 1986 - Você Vai Voltar - (compacto simples)
- 1988 - Coisas do Coração - (LP)
- 1990 - Ovelha de Olinda - (LP)

Produção Independente
- 1994 - Em Ritmo de Boi Music - (compacto simples)
- 2000 - Ovelha no Império do Forró - (CD)
- 2003 - Ovelha & Banda Oxente Music - (CD)
- 2013 - Roncado Da Moto (como Ovelha & Oliver) - (CD)
- 2017 - Alma De Gato - (CD)

Paradoxx Music
- 1996 - Sucessos De Sempre - (CD)
- 2003 - Minhas Origens - (CD)

Nany CDs
- 2007 - Ontem, Hoje e Sempre - (CD)
- 2007 - Ontem, Hoje e Sempre - (DVD)

Amajobe Music
- 2008 - Ovelha no Império do Forró
- 2010 - Ovelha na Mira do Rock